# Litecoin
Litecoin (от англ. lite — «легкий», англ. coin — «монета») — форк Bitcoin, пиринговая электронная платёжная система, использующая одноимённую криптовалюту.
Litecoin является вторым после Namecoin форком Bitcoin и имеет лишь небольшие отличия от него. По состоянию на сентябрь 2023 года, 1 LTC эквивалентен 63,7 USD по данным CoinMarketCap и является 15-й по величине суммарной стоимости криптовалютой.
Litecoin могут использоваться для обмена на Bitcoin или общепринятые деньги в обменниках, а также для электронной оплаты товаров или услуг у продавцов, готовых их принимать. 
Для обеспечения функционирования и защиты системы используются криптографические методы.
Litecoin также примечателен тем, что помогает защитить блокчейн Dogecoin, который, несмотря на то, что был создан в шутку в 2014 году, вошел в топ-20 проектов с рыночной капитализацией в 14 миллиардов долларов. Litecoin обеспечивает сетевую безопасность Dogecoin посредством процесса, называемого «объединённый майнинг» ( «merged mining»).
В мае 2017 в программном обеспечении Litecoin была активирована поддержка SegWit.

## История
Проект Litecoin, запущенный 12 октября 2011 года, был задуман и создан Чарльзом Ли как альтернатива Bitcoin'у, программный код которого был взят за основу.
Litecoin поддерживается одновременной работой большого количества копий программы-клиента с открытым исходным кодом, которой был опубликован на сервисе GitHub 7 октября 2011 года.
В апреле 2013 года в новостях Litecoin обозначалась как альтернатива биткойну.
В ноябре 2013 года стоимость всех Litecoin’ов в долларах США значительно возросла, увеличившись на 100 % в течение 24 часов.
В апреле 2017 года после активации поддержки SegWit курс Litecoin’а вырос более чем в 10 раз и достиг 50 USD.
12 декабря 2017 и 5 мая 2021 года курс Litecoin превысил 400 USD.
В декабре 2017 года Чарльз Ли официально заявил о полной продаже своих сбережений Litecoin. Подобное решение было принято для снижения давления общества, которое обвиняло разработчика в намеренном манипулировании рынком.
В июне 2022 года в сети Litecoin активирована поддержка MWEB (Mimblewimble Extension Block) и Taproot.

## Сравнение Bitcoin и Litecoin

### Блоки
В сетях Bitcoin и Litecoin данные записываются идентичным образом — в виде связанной цепочки блоков, каждый из которых содержит хеш предыдущего. Различия — лишь в функции нахождения хеша в цепочках (у Litecoin — scrypt; у Bitcoin — SHA-256), среднем времени нахождения блока сетью и методах подтверждения выполнения работы (см. раздел Майнинг).

### Адреса
В сети Litecoin, как и в других криптовалютах, транзакции указывают на передачу некоторого количества криптовалюты от одного адреса к другому. Litecoin-адрес формируется на основе открытого ключа с применением хеширования SHA-256. Адреса Litecoin состоят из 33 символов и начинаются с буквы L или цифры 3.
После добавления в Litecoin в апреле 2017 года поддержки SegWit адресам на 3 начали соответствовать адреса, начинающиеся с M. С помощью специального конвертера можно взаимно преобразовывать адреса этих двух форматов.

### Майнинг
Для поддержки работоспособности сети и обеспечения требуемого уровня защищенности (в частности, для предотвращения атаки «двойного расходования») используется механизм циклического хеширования. В случае, если числовое значение хеша заголовка блока меньше или равно сгенерированному системой параметру, условие считается выполненным и создаётся новый блок. В противном случае измеется параметр случайной информации в заголовке блока, и хеш пересчитывается. Когда искомый хеш найден, узел рассылает полученный блок другим подключённым узлам. Другие узлы проверяют блок. Если ошибок нет, то блок считается добавленным в цепочку, и следующий блок должен включить в себя его хеш.
Результат хеширования практически непредсказуем. Таким образом, вероятность создать новый блок для каждого отдельно взятого пользователя равна отношению количества хешей в секунду (выражается обычно в KH/s), вычисляемого на его оборудовании, к количеству вычисляемых хешей в секунду во всей сети. Тот, кто создал новый блок, получает вознаграждение из некоторого количества новых монет. Процесс поиска подходящего хеша для формирования нового блока называется майнингом.
За нахождение нового блока в сети установлена награда, изначально равная 50 LTC и уменьшающаяся вдвое через каждые 840 000 блоков.
Для доказательства выполнения работы Bitcoin использует хеш-функцию SHA256, что делает его майнинг чрезвычайно распараллеливаемой задачей. В Litecoin в качестве доказательства выполнения работы применяется хеш-функция scrypt, которая использует SHA256 как подпрограмму, полагаясь на большое количество арифметических вычислений, но также требуя наличия быстрого доступа к большим объёмам памяти. Это делает запуск нескольких экземпляров scrypt на АЛУ современной видеокарты несколько более сложной задачей, что затрудняет распараллеливание. Также это означает, что стоимость производства специализированного оборудования для майнинга на интегральных схемах специального назначения (ASIC) или на ППВМ будет значительно выше, чем стоимость производства подобных устройств для SHA256.
Поскольку современные GPU обладают большими объёмами памяти, они в большей степени пригодны для майнинга Litecoin, однако их преимущество по сравнению с CPU является менее значительным, нежели чем в случае с Bitcoin (преимущество в 10 раз против 20 для Bitcoin).
Параметры функции scrypt, используемые Litecoin (N=1024, p=1, r=1), позволяют не майнящим пользователям Litecoin запускать клиент в многозадачном режиме, не затрагивая производительность системы. Эти параметры, по утверждению Колина Персиваля, создателя scrypt, также уменьшают эффективность использования ASIC приблизительно в 10 раз.
Так как вероятность создания нового блока и получения награды зависит от вычислительной мощности оборудования пользователя, то с ростом количества майнеров и их суммарной производительности для обычного пользователя шанс весьма невысок. Чтобы повысить вероятность получения награды, майнеры объединяют свои вычислительные мощности в группы, называемые майнинг пулами. В случае успеха награда распределяется между участниками пропорционально вкладу каждого.

### Скорость проведения транзакции
Сложность вычисления Litecoin подбирается таким образом, чтобы один блок генерировался в среднем 2,5 минуты, что в 4 раза быстрее, чем Bitcoin. Это позволяет быстрее получать подтверждение транзакций.
Транзакция, как правило, считается завершенной после 6 блоков, или 15 минут.
Скорость транзакций значительно повысилась после активации SegWit в сети лайткойна.

### Атомарные транзакции
В сентябре 2017 были проведены первые атомарные транзакции. За 4 дня были произведены транзакции между Litecoin и Decred, Litecoin и Vertcoin, Litecoin и Bitcoin. Это доказало, что возможен обмен между разными блокчейнами при помощи p2p-технологии. Подобные транзакции также называют «кроссчейновыми». Для их проведения используются контракты стандарта Hash-Time Lock (HTLC) и кошельки с мультиподписью.

### Общее количество монет
Эмиссия Litecoin алгоритмически ограничена. Максимальное количество litecoin’ов, которое войдет в обращение, превышает максимальное число bitcoin’ов в 4 раза (84 миллиона против 21). Первоначальная награда за каждый блок равна 50 litecoin’ов. Скорость генерации litecoin’ов уменьшается вдвое за каждые 840 000 блоков, что в 4 раза больше, чем с Bitcoin’ом. Так как блоки litecoin’а формируются в 4 раза быстрее, чем блоки bitcoin’а, это означает, что у них темпы эмиссии и вознаграждения будут сходны. Например, к 2020 году около 3/4 всех litecoin’ов будут сгенерированы.

## Функционирование и эмиссия
Базовым элементом платёжной системы Litecoin является программа-клиент с открытым исходным кодом. С помощью сетевого протокола прикладного уровня запущенные на множестве компьютеров клиенты соединяются между собой в одноранговую пиринговую сеть. Эмиссия litecoin’ов алгоритмически ограничена, новые litecoin’ы генерируются с оговоренной скоростью и в оговоренном ограниченном в конечной сумме объёме. Litecoin предполагает анонимное владение и перевод денежных средств.
Пиринговая сеть Litecoin регулирует эмиссию через схему доказательства выполнения работы c помощью scrypt. При обнаружении пользователем достаточно маленького хеш-значения создается блок, процесс нахождения этих хешей и создания блоков называется майнингом.
Подобно Bitcoin, Litecoin использует принцип одноранговой сети и отсутствие административного центра, что делает невозможным государственное регулирование и манипуляции с количеством Litecoin’ов в обращении. Процессы эмиссии (майнинг) и передачи организованы аналогично с Bitcoin’ом, но отличаются параметрами и некоторыми деталями.
В настоящее время Litecoin’ы обмениваются как на фиатные деньги, так и на Bitcoin’ы, в основном на онлайн-площадках обмена. Обратимые транзакции (например, через банковские карты) обычно для покупки Litecoin’ов не используются из-за опасений возвратного платёжа, потому что транзакции по передаче самих Litecoin’ов необратимы.

## Атака «Time Warp»
За требование к хешам блоков в сети Litecoin отвечает параметр, называемый «сложность». Так как вычислительные мощности сети непостоянны, этот параметр пересчитывается клиентами сети таким образом, чтобы один блок генерировался приблизительно 2,5 минуты. Атака «Time Warp» основана на баге, присущем Bitcoin’у и всем его форкам (в том числе Litecoin’у). Баг заключается в том, что при перерасчете сложности неправильно обрабатывается последний блок.
Злоумышленник может неоднократно попробовать разрешить последний блок перед перерасчетом, приписав ему временную отметку, на два часа превышающую текущее время, тем самым уменьшая сложность приблизительно на 0,5 %. Из-за бага эти дополнительные два часа не учитываются при следующем перерасчете. Как только сложность достаточно сильно упадет, можно приступать к майнингу «быстрых» litecoin’ов. Таким образом, злоумышленник, обладающий 51 % вычислительной мощности сети, может понизить сложность до единицы и начать майнить новый форк.
Для сети Bitcoin данная атака практически неосуществима, так как вероятность разрешать последний блок перед перерасчетом каждые две недели при текущей мощности сети и сложности пренебрежимо мала.